# Calymmaria orick
Calymmaria orick är en spindelart som beskrevs av Ernst Heiss och Draney 2004. Calymmaria orick ingår i släktet Calymmaria och familjen panflöjtsspindlar. Inga underarter finns listade.